# Élections générales albertaines de 2023
Les élections générales albertaines de 2023 ont lieu le 29 mai 2023 afin d'élire les 87 membres de l'Assemblée législative de la province canadienne de l'Alberta.
Malgré un net recul, le Parti conservateur uni conserve la majorité absolue des sièges, permettant à sa dirigeante Danielle Smith de se maintenir au poste de première ministre.

## Contexte
Les élections générales d'avril 2019 sont largement remportées par le Parti conservateur uni (PCU) dirigé par Jason Kenney. Le PCU l'emporte sur le Nouveau Parti démocratique (NPD) de la première ministre sortante Rachel Notley, provoquant une alternance. Au cours de la 30e législature qui s'ensuit, le PCU forme un gouvernement majoritaire avec Kenney comme premier ministre. Notley et le NPD forment l'opposition officielle. Aucun autre parti ne remporte de siège, dont le Parti de l'Alberta arrivé troisième.
Conformément à une promesse de campagne, Kenney organise le 18 octobre 2021 un référendum sur la péréquation fédérale, jugeant ce programme contraire aux intérêts de la province. Les conservateurs mettent en avant le fait que l'Alberta a toujours été un contributeur au programme, mais qu'il fait maintenant face à des difficultés économiques,.
La province ne pouvant décider de modifier unilatéralement le programme de péréquation, inscrit dans la constitution, le référendum est purement consultatif, l'intention du gouvernement albertain étant de légitimer une future renégociation avec le gouvernement fédéral. La fin de la péréquation est approuvée à une large majorité de près de 62 % des suffrages exprimés. La répartition alors en vigueur est celle fixée de 2019 à 2024, les élections générales de 2023 ayant donc lieu avant que les éventuelles conséquences du référendum ne puissent être observées.
Jason Kenney est cependant confronté aux critiques de membres de son parti concernant notamment sa gestion de la pandémie de Covid-19. Considéré comme un proche des compagnies pétrolières, il donne en effet son soutien à la construction de l'oléoduc Keystone XL par l'entreprise TC Énergie, auquel il octroie 7,5 milliards de dollars canadiens de fonds publics, et profite surtout de l'état d'urgence sanitaire provoqué par la pandémie pour exempter en 2020 les compagnies pétrolières de leur obligation de déposer périodiquement des rapports environnementaux. Vers la fin juin 2021, il annonce la levée à partir du 1er juillet de toutes les restrictions sanitaires. Basée sur une perception trop optimiste de la situation sanitaire en Alberta, cette levée mène toutefois le système hospitalier albertain au bord de l'effondrement du fait de la présence du variant Delta, forçant Kenney à instaurer « l’état d’urgence sanitaire » dès le 15 septembre.
Devant la montée des critiques, le premier ministre décide de se soumettre le 19 mai 2022 à un vote de confiance au sein du PCU. S'il remporte le vote avec 51,4 % de voix favorables, Kenney juge le résultat trop serré et annonce peu de temps après son intention de démissionner de la tête du parti. Il est remplacé par Danielle Smith au terme d'une course à l'investiture, cette dernière le remplaçant ensuite le 11 octobre 2022 au poste de première ministre.
Entretemps, en préparation des prochaines élections générales, le gouvernement adopte la Loi de 2021 modifiant les statuts électoraux (no 2). Ces nouvelles mesures législatives fixent la date des élections au dernier lundi de mai, à moins que le lieutenant-gouverneur ne dissolve l'Assemblée législative plus tôt. Les plafonds de dépenses électorales pour les partis politiques et les candidats à l'investiture sont également relevés, tandis que sont interdits les annonceurs tiers affiliés à un parti politique,.

## Système électoral
L'Assemblée législative est composée de 87 sièges pourvus pour quatre ans au scrutin uninominal majoritaire à un tour dans autant de circonscriptions.
Depuis 2011, les élections interviennent à date fixe entre le 1er mars et le 31 mai de la quatrième année suivant le précédent scrutin. En 2021, une nouvelle réforme électorale est venue fixer précisément la date au dernier lundi du mois de mai. Le lieutenant-gouverneur de l'Alberta conserve néanmoins le pouvoir de les organiser de manière anticipée à une date de son choix, conformément aux dispositions de la loi électorale de l'Alberta et de la Constitution du Canada, dans le cadre du système parlementaire de Westminster,.

## Forces en présence
Le tableau suivant présente les forces politiques présentes au déclenchement des élections générales, ainsi que le nombre de sièges qu'elles ont obtenu lors des élections générales de 2019 et qu'elles détenaient toujours au déclenchement des élections.
| Parti | Parti                                                            | Positionnement                                                           | Chef            | Sièges  | Sièges  |
| Parti | Parti                                                            | Positionnement                                                           | Chef            | 2019    | Dissol. |
| ----- | ---------------------------------------------------------------- | ------------------------------------------------------------------------ | --------------- | ------- | ------- |
|       | Parti conservateur uni (PCU) United Conservative Party           | Centre droit à droite Populisme de droite, conservatisme, néolibéralisme | Danielle Smith  | 63      | 60      |
|       | Nouveau Parti démocratique (NPD) New Democratic Party of Alberta | Centre gauche Social-démocratie, socialisme démocratique                 | Rachel Notley   | 24      | 23      |
|       | Parti de l'Alberta Alberta Party                                 | Centre Progressisme, social-libéralisme                                  | Barry Morishita | 0       | 0       |
|       | Parti libéral de l'Alberta Alberta Liberal Party                 | Centre Libéralisme                                                       | John Roggeveen  | 0       | 0       |
|       | Coalition loyaliste de Wildrose Wildrose Loyalty Coalition       | Droite Libéralisme économique, conservatisme fiscal                      | Paul Hinman     | Nouveau | 0       |
|       | Indépendants                                                     | Indépendants                                                             | Indépendants    | 0       | 2       |
|       | Sièges vacants                                                   | Sièges vacants                                                           | Sièges vacants  | 0       | 2       |

### Sondages
| |  |
| Évolution des intentions de vote pendant la campagne électorale - Parti conservateur uni - NPD - Parti de l'Alberta - Autres partis |  |

## Résultats
|                           |                                             |           |       |               |        |               |  |  |  |
| Parti                     | Parti                                       | Votes     | %     | +/–           | Sièges | +/–           |  |  |  |
|                           | Parti conservateur uni (PCU)                | 928 896   | 52,63 | 2,25          | 49     | 14            |  |  |  |
|                           | Nouveau Parti démocratique (NPD)            | 777 397   | 44,05 | 11,38         | 38     | 14            |  |  |  |
|                           | Parti vert (Verts)                          | 13 458    | 0,76  | 0,35          | 0      | en stagnation |  |  |  |
|                           | Parti de l'Alberta                          | 12 576    | 0,71  | 8,37          | 0      | en stagnation |  |  |  |
|                           | Parti de l'indépendance de l'Alberta        | 5 045     | 0,29  | 0,42          | 0      | en stagnation |  |  |  |
|                           | Mouvement solidaire                         | 4 664     | 0,26  | Nv            | 0      | en stagnation |  |  |  |
|                           | Parti libéral (Lib)                         | 4 259     | 0,24  | 0,74          | 0      | en stagnation |  |  |  |
|                           | Coalition loyaliste de Wildrose             | 4 220     | 0,24  | Nv            | 0      | en stagnation |  |  |  |
|                           | Parti Wildrose de l'indépendance albertaine | 820       | 0,05  | Nv            | 0      | en stagnation |  |  |  |
|                           | Avantage Alberta                            | 701       | 0,04  | 0,26          | 0      | en stagnation |  |  |  |
|                           | Parti communiste                            | 379       | 0,02  | en stagnation | 0      | en stagnation |  |  |  |
|                           | Réforme                                     | 132       | 0,01  | 0,01          | 0      | en stagnation |  |  |  |
|                           | Buffalo                                     | 106       | 0,01  | Nv            | 0      | en stagnation |  |  |  |
|                           | Pro-vie                                     | 90        | 0,01  | 0,01          | 0      | en stagnation |  |  |  |
|                           | Indépendants                                | 12 163    | 0,69  | 0,28          | 0      | en stagnation |  |  |  |
|                           |                                             |           |       |               |        |               |  |  |  |
| Votes valides             | Votes valides                               | 1 764 906 | 99,30 |               |        |               |  |  |  |
| Votes blancs et invalides | Votes blancs et invalides                   | 12 415    | 0,70  |               |        |               |  |  |  |
| Total                     | Total                                       | 1 777 321 | 100   | –             | 87     | en stagnation |  |  |  |
| Abstention                | Abstention                                  | 1 209 887 | 40,50 |               |        |               |  |  |  |
| Inscrits / participation  | Inscrits / participation                    | 2 987 208 | 59,50 |               |        |               |  |  |  |

## Analyse
Malgré un net recul, le Parti conservateur uni remporte les élections en conservant la majorité absolue des sièges. Sa dirigeante Danielle Smith se maintient ainsi au poste de première ministre,. Le PCU perd un total de 14 députés, dont six ministres du cabinet sortant. Il s'agit des élections générales en territoire albertain les plus serrées de l'histoire de la province.
La course entre les deux partis est serrée. De nombreuses circonscriptions sont acquises par de très faibles majorités. Dans la plus grande ville de la province, le NPDA remporte Calgary-Acadia par sept voix, Calgary-Edgemont par 283 voix, Calgary-Foothills par 269 voix et Calgary-Glenmore par 30 voix. Il remporte également Banff-Kananaskis, à l'ouest de Calgary, par 199 voix. Quant au PCU, certaines de ses victoires à Calgary sont également serrées, où il remporte Calgary-Nord-Ouest par 149 voix, Calgary-Nord par 113 voix et Calgary-Bow par 385 voix.